# Фелікс Фернандес
Фелікс Фернандес (ісп. Félix Fernández, нар. 1 листопада 1967, Мехіко) — мексиканський футболіст, що грав на позиції воротаря, насамперед за клуб «Атланте», а також національну збірну Мексики.

## Клубна кар'єра
У дорослому футболі дебютував 1989 року виступами за «Атланте». Основним голкіпером став лише в сезоні 1992/93, відразу допомігши команді здобути перемогу у першості Мексики. Захищав кольори «Атланте» протягом більшої частини кар'єри, що тривала до 2003 року, за виключенням сезонів 1998/99 і 2001/02, у яких захищав ворота команди «Атлетіко Селая».

## Виступи за збірну
1993 року дебютував в офіційних матчах у складі національної збірної Мексики. Наступного року у складі збірної поїхав на чемпіонат світу 1994 до США, де був лише одним з дублерів Хорхе Кампоса.
Загалом протягом чотирирічної кар'єри у національній команді провів у її формі 5 матчів.

## Титули і досягнення
- Чемпіон Мексики (1):

«Атланте»: 1992/93